# 梅賽德斯F1 W07 Hybrid
梅賽德斯F1 W07 Hybrid（英語：Mercedes F1 W07 Hybrid），是一輛一级方程式赛车，由梅賽德斯車隊所設計，參賽於2016年世界一級方程式錦標賽。這輛車由2008年、2014年及2015年世界車手冠軍劉易斯·漢米爾頓與尼可·羅斯堡駕駛，兩人分別已經有四年及七年的賽季效力於該隊。